# Håll andan
Håll andan är ett studioalbum av den svenska proggruppen Arbete & fritid, utgivet på skivbolaget MNW 1979 (skivnummer MNW 92P).

## Låtlista
Alla låtar är skrivna av Arbete & fritid.
A
1. "Harmageddon Boogie" – 3:13
2. "Kalvdans" – 10:34
3. "Jag föddes en dag" – 7:59

B
1. "Kopparna på bordet" – 7:15
2. "Vägvisa" – 1:26
3. "Dorisk Dron" – 6:45
4. "Thulcandra" – 7:27

## Medverkande
- Torbjörn Abelli – bas, sång
- Tord Bengtsson – bas
- Torbjörn Falk – gitarr
- Thomas Gartz – fiol, gitarr, sång, trummor
- Ove Karlsson – cello, bas, gitarr, orgel
- Ulf Wallander – saxofon

### Fotnoter
1. 1 2  ”Håll andan”. Discogs.com. http://www.discogs.com/Arbete-Fritid-H%C3%A5ll-Andan/release/2305810. Läst 5 september 2012.